# Templeton River (Georgina River)
Der Templeton River ist ein Fluss im Westen des australischen Bundesstaates Queensland. Er führt nicht ganzjährig Wasser.

## Geografie

### Flusslauf
Der Fluss entspringt rund 15 Kilometer westlich von Mount Isa. Er fließt zunächst nach Nordwesten, ab der Siedlung Hay Mill nach Westen und ab dem Lily Plain Bore nach Südwesten. Nördlich von Headingly mündet der Templeton River in den Georgina River.

### Nebenflüsse mit Mündungshöhen
Er hat folgende Nebenflüsse:
- Little Templeton River – 355 m
- Mosquito Creek – 300 m
- Lily Hole Creek – 259 m
- Mistake Creek – 248 m
- Yaringa Creek – 209 m
- One Mile Creek – 203 m
- Polygonum Creek – 198 m